# Denkmal für die Opfer des Faschismus (Bernau bei Berlin)

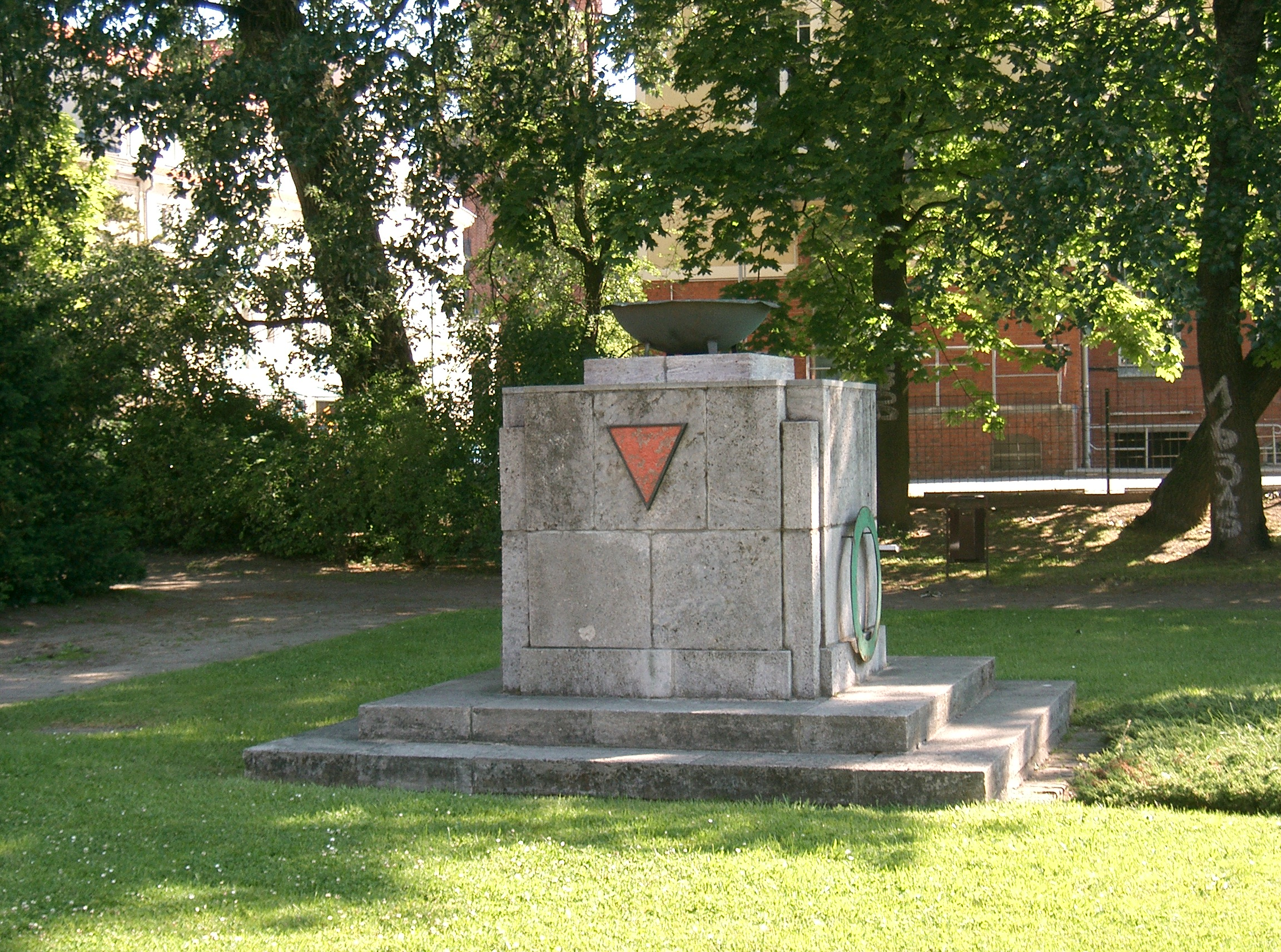
Denkmal

Das Denkmal für die Opfer des Faschismus in Bernau bei Berlin erinnert an die Befreiung der Stadt von den Nationalsozialisten am 20./21. April 1945 und die Opfer des Faschismus. 
Das Denkmal besteht aus einem Steinwürfel mit etwa 1,5 Meter Kantenlänge, auf dem sich eine Bronzeschale befindet. An der Stirnseite des Denkmals ist die Inschrift UNRECHT BRACHTE MILLIONEN DEN TOD zu lesen. Links und rechts sind jeweils zwei rote, auf die Spitze gestellte Metalldreiecke befestigt, an der rückwärtigen Seite ein grüner Metallring.
Das Denkmal befindet sich nun auf dem Bahnhofsvorplatz Bernau nach dessen Umgestaltung.